# Cabinet von Caprivi
Le cabinet von Caprivi, du nom du chancelier allemand Leo von Caprivi, est en fonction du 20 mars 1890 au 26 octobre 1894.

## Composition du cabinet
- Leo von Caprivi - Chancelier impérial
- Karl Heinrich von Boetticher - Vice-chancelier
- Adolf Marschall von Bieberstein - Ministre des Affaires étrangères
- Karl Heinrich von Boetticher - Ministre de l'Intérieur
- Otto von Oehlschläger - Ministre de la Justice jusqu'au 2 février 1891
- Robert Bosse - Ministre de la Justice jusqu'au 24 mars 1892
- Eduard Hanauer - Ministre de la Justice jusqu'au 10 juillet 1893
- Arnold Nieberding (de) - Ministre de la Justice jusqu'au 26 octobre 1894
- Karl Eduard Heusner  - Ministre de la Marine jusqu'au 22 avril 1890
- Friedrich von Hollmann - Ministre de la Marine jusqu'au 26 octobre 1894
- Heinrich von Stephan - Ministre des Postes
- Helmuth von Maltzahn - Ministre du Trésor

## Annexe